# Manettia calycosa
Manettia calycosa é uma espécie de dicotiledónea pertencente à família Rubiaceae, descrita em 1861.